# Wełyka Łewada
Wełyka Łewada (ukr. Велика Левада) – wieś na Ukrainie, w obwodzie chmielnickim, w rejonie chmielnickim, w hromadzie Gródek. W 2001 liczyła 698 mieszkańców, spośród których 687 wskazało jako ojczysty język ukraiński, 10 rosyjski, a 1 ormiański.